# 2024年哈萨克斯坦核电公投
2024年哈萨克斯坦核电公投是2024年10月6日，哈萨克斯坦就建设核电站举行的全民公投。该倡议旨在减少对化石燃料的依赖，遏制温室气体排放，并鉴于近年来频繁的停电问题，增强国家电力生产能力。哈萨克斯坦自1999年以来一直没有任何核电生产，但哈萨克斯坦是全球最大的铀生产国。哈萨克斯坦总统卡瑟姆若马尔特·托卡耶夫于2019年首次提出举行公投的想法，并于2023年9月正式宣布将举行公投；2024年6月，托卡耶夫总统宣布公投将于秋季举行。
公投结果是大多数选民支持该倡议，核电站将建在巴尔喀什湖附近的乌尔肯村。托卡耶夫总统称这一倡议对于建立稳定的国家电力来源至关重要。然而，当地生态学家和居民认为该提案可能带来危险，特别是考虑到巴尔喀什湖本已不稳定的水位问题。此外，部分人士批评俄罗斯可能被选为核电站的承建方，这进一步加剧了当地的担忧。

## 背景
自獨立以來，哈薩克就曾多次考慮興建核電廠。哈萨克斯坦原本有蘇聯時代建设的BN-350反應爐，该反应堆位於阿克套，為蘇聯核武提供電力、里海淡化水和武器級鈽，由於擔心基礎設施老化和核擴散，特別是在哈薩克斯坦於1994 年批准《不擴散核武器條約》，哈薩克于是在国际原子能机构和美国能源部支持下于1999年關閉该反应堆。多年來，哈薩克曾多次重新考慮建造新核電廠，並提出了多個選址。政府为核电做出了許多努力，包括與俄羅斯、法國、日本和韓國合作進行可行性研究。然而，這些核能提案面臨著巨大的反對，爭議的焦點在於哈薩克斯坦歷史上因蘇聯進行核試驗而產生的環境和公共衛生問題，以及切尔诺贝利核事故和福島核事故引發的擔憂。此外，由於與環境安全和地緣政治利益相關的風險，人們對俄羅斯參與的擔憂加劇。由於政府的猶豫不決，以及試圖協商降低價格，開發案一再延誤或取消。
不过哈萨克斯坦同时面临電力短缺和低碳經濟轉型的挑战，托卡耶夫指出核電是為滿足國家能源需求和履行國際氣候義務的可行解決方案。2019年4月，俄羅斯總統普丁提議採用俄羅斯技術在哈薩克斯坦興建一座核電廠，當時托卡耶夫強調，在做出有關建造核電廠的決定時，不能不考慮公眾輿論。2019年6月，托卡耶夫承認有關該項目的討論正在進行中，並強調如有必要將與公民進行公開協商，並表示也可以就該項目舉行全民公投。2021年9月，托卡耶夫在東方經濟論壇上表示是時候「實質考慮」核电問題了。

## 过程

### 提案
2023年9月1日，托卡耶夫在國情咨文中宣布，將就建設核電廠舉行全民公投。能源部表示，將與其他政府機構、議會代表、行業專家和公眾活動家一起制定公投的細節，並向公眾提供全面的資訊。10月能源部長就建設核電站舉行全民公投的計劃表示已準備好按照憲法要求提供專家支持和分析。

### 供應商談判
哈萨克斯坦能源部在在评估来自六家公司的13种反应堆设计——包括NuScale Power、通用电气 (GE)、韓國水電與核電公司（KHNP）、中国核工业集团（CNNC）、俄羅斯國家原子能公司（Rosatom）和法国电力集团（EDF）。之后，能源部选择了KHNP、CNNC、Rosatom和EDF作为潜在供应商。美国公司NuScale Power和GE因提案建设低功率反应堆，与擬建的高功率反应堆並不符而被排除在外。哈萨克斯坦政府也通过研究拥有核电站运营经验国家的做法，探索了核电站建设的国际实践。
2023年8月，能源部编制了一份潜在反应堆技术的候选名单，其中包括CNNC的华龙一号反应堆、KHNP的APR-1400反应堆、Rosatom的VVER-1200和VVER-1000反应堆，以及EDF的EPR-1200反应堆，能源部表示外国合作伙伴的最终选择将在公投后做出。提议的合作名单中并未排除俄罗斯中标的可能性，然而随着欧盟对俄罗斯核工业实施潜在制裁的讨论使哈萨克斯坦与Rosatom的合作计划复杂化。

## 民調
截至2024年9月，據了解哈萨克斯坦僅就核电問題進行了兩次民意調查。其中一次由德國的基金會於2023年秋天進行，另一次則由哈薩克政府下屬哈薩克戰略研究所進行。
| 日期                  | 機構                | 樣本數 | 贊成              | 反對             | 無意見 | 不會投票 | 領先 |       |       |       |       |
| --------------------- | ------------------- | ------ | ----------------- | ---------------- | ------ | -------- | ---- | ----- | ----- | ----- | ----- |
| 日期                  | 機構                | 樣本數 | 2024年8月7日~18日 | 哈薩克戰略研究所 | 1,200  | 53.1%    | 領先 | 32.5% | 14.4% | 34.2% | 20.6% |
| 2023年9月22日~10月4日 | 康拉德·阿登納基金會 | 1,100  | 46.6%             | 37.7%            | 18.8%  | 19.8%    | 8.9% |       |       |       |       |

## 结果
初步結果於2024年10月7日公佈，结果是大多数投票公民赞成建造核电站。
| 選擇                               | 選擇               | 票数       | %      |
| ---------------------------------- | ------------------ | ---------- | ------ |
| 支持                               | 支持               | 5,561,937  | 73.11  |
| 反對                               | 反對               | 2,045,271  | 26.89  |
| 总共                               | 总共               | 7,607,208  | 100.00 |
|                                    |                    |            |        |
| 有效票数                           | 有效票数           | 7,607,208  | 97.28  |
| 无效票数                           | 无效票数           | 130,267    | 1.67   |
| 空白票数                           | 空白票数           | 82,729     | 1.06   |
| 总票数                             | 总票数             | 7,820,204  | 100.00 |
| 已登记选民／投票率                 | 已登记选民／投票率 | 12,284,487 | 63.66  |
| 资料来源：哈萨克斯坦中央选举委员会 |                    |            |        |